# Carretera nocturna
Carretera nocturna es el segundo álbum de estudio de la banda de punk rock argentina Expulsados, publicado en el año 2000 por la discográfica Rats Records. Fue producido por la banda y es el último álbum que cuenta con el integrante Guillermo Expulsado en guitarra.

## Lista de canciones
Todas las canciones compuestas por Sebastián Expulsado. (Excepto track 3 por Ariel Expulsado) 

| N.º   | Título                      | Duración |  |
| 1.    | «Fiebre de Rock n' Roll»    | 1:56     |  |
| 2.    | «Porque no puedo salir»     | 2:18     |  |
| 3.    | «Te recuerdo»               | 2:56     |  |
| 4.    | «Mi novia es una zombi»     | 1:54     |  |
| 5.    | «Invasores en mi cama»      | 2:38     |  |
| 6.    | «Ella lo sabe»              | 2:04     |  |
| 7.    | «Hay un cretino en mi casa» | 2:27     |  |
| 8.    | «Buenas noches»             | 3:08     |  |
| 9.    | «Extrañándonos»             | 2:33     |  |
| 10.   | «Terminó mi tiempo»         | 3:17     |  |
| 11.   | «Cero en conducta»          | 2:14     |  |
| 12.   | «Nena de mamá»              | 1:52     |  |
| 13.   | «Lisa (Piso 22)»            | 1:53     |  |
| 14.   | «La cuerda cedió»           | 2:56     |  |
| 34:14 |                             |          |  |

## Créditos
Expulsados
- Sebastián Expulsado - Voz
- Guillermo Expulsado - Guitarra
- Ariel Expulsado - Bajo y coros
- Bonzo Expulsado - Batería